# Carpoforo (nome)
Carpoforo  è un nome proprio di persona italiano maschile.

## Varianti
- Femminili: Carpofora[2]

### Varianti in altre lingue
- Catalano: Carpòfor[3]
- Greco antico: Καρποφόρος (Karpophoros)
- Latino: Carpophorus
- Russo: Карпофор (Karpofor)
- Spagnolo: Carpóforo[3]

## Origine e diffusione
Il nome deriva dal greco antico Καρποφόρος (Karpophoros), composto dai termini καρπός (karpós, "frutto") e -ϕόρος (fóros, da ϕέρω, fero, "portare"), con il senso quindi di "portatore di frutti", "che produce frutto", "fruttifero"; il significato è analogo a quello dei nomi Efrem, Policarpo, Eustachio e Fruttuoso. 
In italiano ha una diffusione estremamente scarsa, al punto che, secondo il linguista Enzo Caffarelli, "Pur essendo il nome di almeno quattro santi, [...] non se ne trova uno in tutta Italia nel corso dell'intero XX secolo".

## Onomastico
L'onomastico si può festeggiare in memoria di più santi, alle date seguenti:
- 13 marzo o 7 agosto, san Carpoforo, soldato romano, martire a Como insieme ai cinque compagni Essanto, Cassio, Severino, Secondo e Licinio[5][6]
- 8 agosto, san Carpoforo, martire ad Albano insieme ai fratelli Severiano, Secondo e Vittorino (detti i "Quattro Coronati")[7][8]
- 20 agosto, san Carpoforo, martire ad Aquileia con san Leonzio, venerato a Vicenza[1][2]
- 27 agosto, san Carpoforo o Carpone, martirizzato a Capua con san Rufo sotto Diocleziano[6][7]
- 10 dicembre, san Carpoforo, sacerdote, martirizzato col diacono Abbondio[7][3]

## Persone
- Carpoforo Mazzetti Tencalla, pittore, scultore e stuccatore svizzero
- Carpoforo Tencalla, pittore svizzero-italiano